# Andrés Aramburú (Metro de Lima y Callao)
Andrés Aramburú es el nombre asignado a la decimoctava futura estación de la línea 3 del Metro de Lima y Callao en Perú. Será construida de manera subterránea entre el límite de los distritos de San Isidro y Miraflores, en el cruce de las avenidas Arequipa y Aramburú.